# Ice Cream Cake
Ice Cream Cake — дебютный мини-альбом южнокорейской гёрл-группы Red Velvet. Альбом был выпущен 17 марта в цифровом виде, а 18 марта 2015 года в физическом. Также он был выпущен в двух версиях и содержит шесть треков, и несет в себе два заглавных сингла (продаются как двойные титульные треки), «Automatic» и «Ice Cream Cake», причем последний стал прорывным успехом группы.

## Релиз и промоушен
11 марта 2015 года, агентство SM Entertainment сообщил о готовящемся выходе первого мини-альбома Red Velvet — «Ice Cream Cake», представить который девушки собирались 15 марта. В этот же день было выпущено видео, знакомящее поклонников с новой участницей группы Йери. 14 марта вышел первый видео-клип на первый трек «Automatic», сингл продемонстрировал обновленный состав и изменившийся имидж группы.
13 марта представители агентства сообщили, что Red Velvet будут продвигать свой первый мини-альбом посредством развлекательного шоу «Ice Cream TV». Новые эпизоды передачи появятся на портале Naver Music, а ведущим выступит Минхо из SHINee. Девушки расскажут о первом альбоме, своих переживаниях по поводу грядущего камбэка, а также исполнят новые композиции.
Группа начала продвигать свои двойные синглы «Automatic» и «Ice Cream Cake» на музыкальных шоу 19 марта. Они впервые исполнили их на Mnet, затем выступили на Music Bank 20 марта и Inkigayo 22 марта. Группа вернулась через неделю, и выиграли свою первую победу на музыкальном шоу с момента их официального дебюта. Они впервые выступили за рубежом с «Ice Cream Cake» на концерте SMTOWN, который состоялся в Тайване. Группа также продвигала и исполняла песни с альбома на Филиппинах, на Best of the Best K-pop 12 апреля, на концерте в котором также участвовали коллеги по лейблу Super Junior и Girls Generation, а также BTOB. Группа провела свои первые концерты в США на KCON 2 августа в Staples Center в центре Лос-Анджелеса. Группа участвовала в фан-митинге, по привлечению поклонников.

## Версии
Мини-альбом был выпущен в двух версиях, Ice Cream Cake и Automatic. Изменений в списке треков не было, автоматическая версия имеет альтернативную обложку, которая имеет оригинальное черно-белое оформление, а также дизайн физического диска и фотокниги внутри, которые отличаются от другой версии.

## Видеоклип
Клип был выпущен 16 марта 2015 года, «Ice Cream Cake» включает хореографию поставленную Кайла Ханагами, который также работал с группой с их вторым синглом «Be Natural». Он был снят в Палмдейле, Калифорния, в калифорнийской пустыне. Декорации состояли из заброшенного мотеля и закусочной в качестве фона для большинства сцен. До объявления о добавлении Йери в группу, четыре участницы были замечены снимающими клип еще в феврале, когда название песни, по слухам, было «Blonde Girl». В отличие от музыкального видео «Automatic», которое имеет более зрелую тему, музыкальное видео «Ice Cream Cake» ярче и живее, с девушками, танцующими под быстро развивающуюся хореографию в красочных нарядах.
«Ice Cream Cake» стал самым просматриваемым видео K-pop в мире за март, в то время как «Automatic» занял 6-е место. «Ice Cream Cake» также занял первое место в Америке, а «Automatic» занял 4-е место.

## Критика
Якоб Дороф из журнала поп-музыки Spin описал трек, как «удовольствие столь же неожиданное, сколь и непредсказуемое […] пакует удар, но идет вниз гладко с течением времени'». Джефф Бенджамин из Billboard назвал альбом «впечатляющим усилием для такой молодой группы» и похвалил его способность олицетворять двустороннюю музыкальную идентичность группы через синглы «Ice Cream Cake» и «Automatic». Он объяснил: «первый трек-это пробивное, сладкое поп-кондитерское изделие, которое […] кажется, представляет сладкую сторону. В то время как последний является медленным тембором и описывается как их «бархатная» сторона».
Альбом дебютировал на первой строчке в чарте альбомов Gaon Weekly в Южной Корее и дебютировал на второй строчке в чарте Billboard World Albums. Альбом достиг пика в Billboard Top Heatseekers 4 апреля 2015 года. «Ice Cream Cake» дебютировал на четвертой строчке в чарте синглов Gaon  и достиг пика под номером 3 в мировом чарте цифровых песен Billboard. Остальные пять песен альбома также вошли в чарты Gaon Singles Chart.
Альбом стал самым продаваемым альбомом в Южной Корее в чарте Hanteo за первую половину 2015 года.

## Трек-лист
| №                   | Название               | Текст песни                  | Музыка                                                                                    | Авторы                                                                                    | Длительность |
| ------------------- | ---------------------- | ---------------------------- | ----------------------------------------------------------------------------------------- | ----------------------------------------------------------------------------------------- | ------------ |
| 1.                  | «Ice Cream Cake»       | Jo Yoon-kyung, Kim Dong-hyun | Hayley Aitken, Sebastian Lundberg, Fredrik Haggstam, Johan Gustafson a.k.a. Trinity Music | Hayley Aitken, Sebastian Lundberg, Fredrik Haggstam, Johan Gustafson a.k.a. Trinity Music | 3:11         |
| 2.                  | «Automatic»            | Choi So-young (Jam Factory)  | Daniel "Obi" Klein, Charli Taft                                                           | Daniel "Obi" Klein, Charli Taft                                                           | 3:30         |
| 3.                  | «Somethin Kinda Crazy» | Kenzie                       | Kenzie, Teddy Riley, DOM, Lee Hyun-seung for TRX, Charli Taft                             | Kenzie, Teddy Riley, DOM, Lee Hyun-seung for TRX, Charli Taft                             | 3:19         |
| 4.                  | «Stupid Cupid»         | Sung Hyun-bin                | Andrew Choi, 220, Hayley Aitken, Cha Cha Malone                                           | Andrew Choi, 220, Hayley Aitken, Cha Cha Malone                                           | 3:29         |
| 5.                  | «Take It Slow»         | G-High, Lee Ju-hyung         | G-High, Lee Ju-hyung                                                                      | G-High, Lee Ju-hyung                                                                      | 3:31         |
| 6.                  | «Candy» (사탕)         | Hong Ji-yoo                  | Claire Rodrigues Lee, Kevin Charge                                                        | Score                                                                                     | 4:22         |
| Общая длительность: | Общая длительность:    | Общая длительность:          | Общая длительность:                                                                       | Общая длительность:                                                                       | 21:28        |

## Чарты
| Чарты (2015)                  | Позиции в чартах |
| ----------------------------- | ---------------- |
| Республика Корея (Gaon)       | 1                |
| США Billboard World Albums    | 2                |
| США Billboard Top Heatseekers | 24               |

| Чарты (2015)            | Позиции в чартах |
| ----------------------- | ---------------- |
| Республика Корея (Gaon) | 8                |

## Продажи
| Чарты                 | Сумма   |
| --------------------- | ------- |
| Gaon physical sales   | 68,525+ |
| Oricon physical sales | 2,796+  |